# Megaselia maculifera
Megaselia maculifera är en tvåvingeart som beskrevs av Rudolf Beyer 1965. Megaselia maculifera ingår i släktet Megaselia och familjen puckelflugor. Inga underarter finns listade i Catalogue of Life.